# Jean Mouton
Jean Mouton (Samer (Pas-de-Calais), vers el 1459 - Saint-Quentin, Picardia, 30 d'octubre de 1522) fou un compositor del Renaixement francès.
Fou deixeble del cèlebre Des Prés i un dels músics més distingits de l'època. Formà de la Capella Reial en els temps de Lluís XII i Francesc I, i fou canonge de Thérouanne i de Saint-Quentin. Versat en el contrapunt en totes les seves formes i refinaments, malgrat tot, no era, aficionat, com els seus contemporanis, a aquests jocs, vertaders jeroglífics musicals, que si bé donaven la mesura de la ciència dels seus autors, també demostraven el seu mal gust.

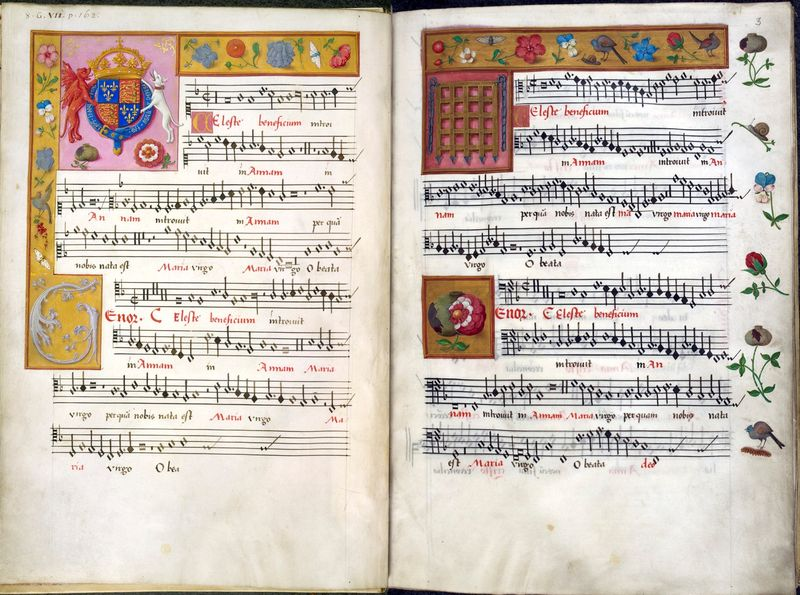
Llibre de composicions de Jean Mouton en la Reial Biblioteca Britanica

Mouton, en canvi, seguí el sender obert pel seu mestre, del que en fou un digne continuador, fins al punt de què, amb freqüència, les obres d'un han estat atribuïdes a l'altre. És molt difícil donar una llista completa dels seus treballs, que han estat publicats pel principals editors de música alemanys, francesos i italians.
Així, cinc de les seves Misses foren editades per Petrucci (Fossombrone, 1505); altres dues es troben en la col·lecció d'Andrea Antiquus (1516); en l’Antologia d'Attaignant (1532); n'hi ha dues més, i una altra en el Liber X missarum, de Moderne (1540).
Entre publicades i inèdites, són 11 les misses que es coneixen de Mouton, i n'hi ha manuscrits en diverses biblioteques d'Europa, especialment en els del Vaticà i Múnic. També va compondre gran nombre de motets, dels quals només Petrucci n'insereix 21 en la seva col·lecció Motetti della Corona (1514-19) i en la majoria de les Antologies del segle xvi es troben composicions seves d'aquest gènere; finalment se li deuen salms i madrigals.